# May Wilson Preston

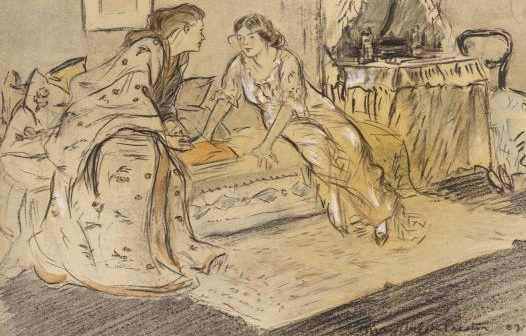
May Wilson Preston, The Confidantes, 1907, Barnes Foundation.

Mary (May) Wilson Watkins Preston, née le 11 août 1873 à New York et morte le 18 mai 1949 à East Hampton, est une peintre impressionniste et illustratrice américaine de livres et de magazines. Elle s'intéresse à l'art dès l'adolescence, mais ses parents l'envoient à l'Oberlin College en espérant qu'elle développera un autre intérêt. Au bout de trois ans, et sur l'insistance d'un de ses professeurs, ses parents l'autorise à retourner à New York et à fréquenter l'Art Students League. Elle étudie ensuite à Paris avec James Whistler, puis à la New York School of Art avec William Merritt Chase.
Après la mort de son premier mari, Thomas Henry Watkins, Preston se lance dans une carrière d'illustratrice pour subvenir à ses besoins. Elle fréquente les artistes de l'Ashcan School, expose avec eux et épouse l'un d'entre eux, James Moore Preston, en 1903. Ils voyagent ensemble en Europe, passent l'été à Long Island et co-illustrent un article de magazine. Elle devient une illustratrice à succès pour des magazines tels que Harper's Bazaar et The Saturday Evening Post, ainsi qu'une illustratrice de livres à succès. Considérée comme l'une des plus grandes illustratrices entre 1900 et 1940, May Wilson Preston est l'une des rares femmes membres et exposantes de la Society of Illustrators, ayant été admise le 29 mars 1904, après ses pairs Florence Scovel Shinn, Elizabeth Shippen Green, Violet Oakley et Jessie Willcox Smith. Comme elles, elle n'est qu'un membre associé, les femmes n'étant pas autorisées à devenir membres à part entière avant les années 1920. Elle expose à l'Armory Show de 1913 et a remporté une médaille à l'Exposition de Panama-Pacifique en 1915. Elle est l'une des principales artistes favorable au droit de vote des femmes. Ses œuvres font partie de plusieurs collections de musées. Elle a joué son propre rôle dans un chapitre de la série de films Our Mutual Girl, qui a été diffusée dans les salles de cinéma en 1915.

## Biographie

### Naissance et jeunesse
Elle naît le 11 août 1873 à New York. Elle est le seul enfant d'Ann Taylor Wilson et de John J. Wilson. Elle est l'une des fondatrices de la plus ancienne organisation féminine d'arts plastiques du pays, le Women's Art Club, à l'âge de 16 ans.

### Éducation
C'est une « jeune fille pleine d'entrain » dont les parents essayent de la dissuader de devenir artiste et l'envoie à l'Oberlin College en 1889. Elle y reste jusqu'en 1892, date à laquelle l'un de ses professeurs convainc ses parents de permettre à leur fille « irrépressible » d'étudier l'art. Elle étudie à l'Art Students League of New York de 1892 à 1897 auprès de William Merritt Chase, Robert Henri et John Henry Twachtman. Elle s'oppose au fait qu'en tant que femme, elle n'est pas autorisée à suivre des cours de dessin d'après nature. Elle étudie à Paris auprès de James Abbott McNeill Whistler.
Elle suit à nouveau les cours de Chase à la New York School of Art en 1901,. Elle y rencontre Edith Dimock et un autre étudiant en art, Lou Seyme. Après avoir emménagé dans les Sherwood Studios sur la 57e rue, elles sont connues sous le nom de "Sherwood Sisters" en raison de la journée portes ouvertes qu'elles organisent chaque semaine dans leur studio et qui est réputée pour son « amusement et sa bonne humeur »,.

### Mariages
En 1898, elle épouse Thomas Henry Watkins, qui meurt en 1900.
En 1903 May Wilson Watkins épouse le peintre James Moore Preston,, qui est l'un des artistes du groupe de réalisme urbain appelé Ashcan School, avec George Luks, Everett Shinn, John French Sloan et Robert Henri. Sa colocataire Dimock épouse l'un des premiers peintres de l'Ashcan School, William James Glackens. De 1911 à 1917, les deux couples passent leurs étés ensemble à Bellport, sur Long Island, et partent ensemble en voyage en Europe. May et James se rendent souvent en France. À New York, ils fréquentent le Café Francis et le Mouquin's avec un groupe d'artistes. En 1935, les Preston s'installent à East Hampton, dans l'État de New York. Les Preston n'ont pas d'enfants.

### Carrière

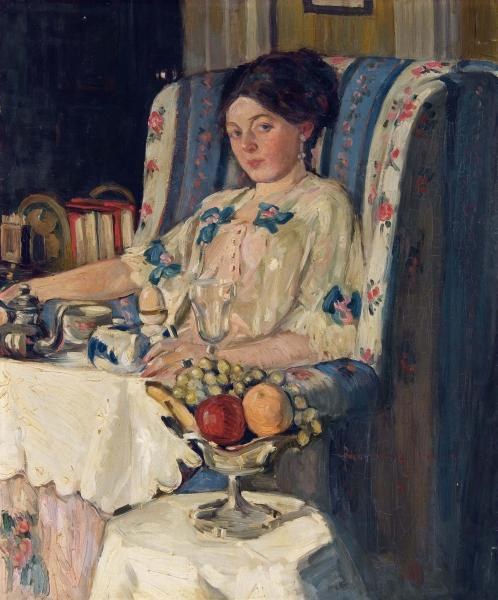
May Wilson Preston, Dejeuner, circa 1910, huile sur toile, Barnes Foundation.

Après la mort de son premier mari, elle subvient à ses besoins en travaillant comme illustratrice. Peu convaincue de son talent, elle contacte un magazine avec appréhension. Lorsque le rédacteur en chef lui demande pourquoi elle lui apporte ses dessins, Preston répondu : « Parce que je suis une débutante et que je pensais que c'était le pire magazine que j'avais jamais vu. ». Il achète un croquis, le sourire aux lèvres. May Wilson Preston commence à illustrer en 1900 et, l'année suivante, ses œuvres sont  publiées dans Harper's Bazaar.
Extrait de "People who interest us : May Wilson Preston, Illustrator of Real Life" dans The Craftsman (1910) :
« [S]he lived courageously through years of repeated defeat, experiencing every variety of supercilious rebuff that tradition can offer fresh creative effort ... her determination to stick to her ideals has been as great as her courage. »
Au tournant du siècle, un mouvement se dessine pour intégrer plus de réalisme dans les illustrations. May Wilson Preston est l'un des artistes qui suivent efficacement l'exemple de William James Glackens, George Luks et Everett Shinn. Elle est considérée comme l'une des plus grandes illustratrices entre 1900 et 1939. Les autres sont Elizabeth Shippen Green, Jessie Willcox Smith et Violet Oakley. Elle devient la première, et pendant des années la seule, femme à être membre associé et exposant à la Society of Illustrators. En 1920, les quatre plus grandes illustratrices et membres associés de la société deviennent membres à part entière lorsque la Society of Illustrators est constituée. May Wilson Preston expose également son travail avec les artistes de l'informelle Ashcan School.
Elle est l'une des principales artistes pour le droit de vote, au même titre que Nina Allender et Rose O'Neill. May Wilson Preston est l'une des artistes de cartes postales du mouvement. De 1902 à 1915, de nombreux Américains se mettent à collectionner les cartes postales. Elle fait partie du jury chargé de sélectionner les œuvres d'art pour 300 panneaux d'affichage dans l'État de New York. John French Sloan et F. Luis Mora (en) sont les autres juges.
May Wilson Preston co-illustre avec son mari, James Moore Preston, l'histoire "Our Horse" publiée dans l'édition 1910 du Everybody's Magazine (en). L'Armory Show de 1913 comprend l'une des peintures à l'huile de May Wilson Preston, Girl with print. Elle remporte un prix à l'Exposition de Panama-Pacifique en 1915. À New York, elle a exposé au MacDowell Club. May Wilson Preston joue son propre rôle dans le film Our Mutual Girl, qui est projeté dans les salles de cinéma en 1915.
En 1920, elle illustre deux histoires de F. Scott Fitzgerald pour The Saturday Evening Post: Bernice Bobs Her Hair et Myra Meets His Family. Elle illustre également des histoires publiées dans le Post par Mary Roberts Rinehart. Ses dessins illustrent des articles de Ring Lardner et de P. G. Wodehouse.

### Fin de vie et mort
Sa carrière est pratiquement terminée après avoir contracté une infection cutanée qui l'empêche de peindre et en raison de la baisse du marché pendant la dépression. Elle meurt le 18 mai 1949 à East Hampton, sur Long Island, dans l'État de New York. Son mari, James Moore Preston, meurt en 1962.

## Collections
- Barnes Foundation, Pennsylvania[11]
- Brandywine Museum of Art (en), Chadds Ford, Pennsylvania[23]
- Delaware Art Museum, Wilmington[24]
- Free Library of Philadelphia, Logan Square, Philadelphie, Pennsylvanie[25]
- Library of Congress, Division of Prints & Photographs, Washington D.C.[26]
- Museum of Art Fort Lauderdale, Florida
- National Museum of American History, Smithsonian Institution, Washington, D.C.[27]
- National Portrait Gallery, Smithsonian Institution, Washington, D.C.[28]
- New Britain Museum of American Art, Connecticut[29]

## Livres illustrés

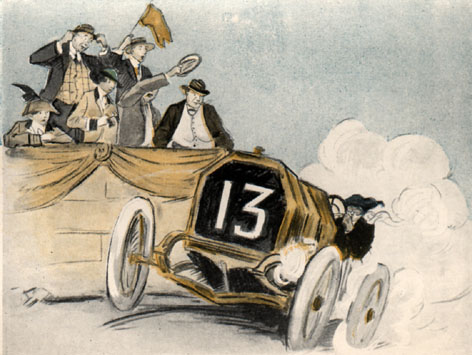
May Wilson Preston, "Without cutting down her speed, bumped home the winner", Illustration pour Tish, Mind over Motor, 1916.

Voici une courte liste de 41 livres à la Bibliothèque du Congrès pour Preston :
- Ellis Parker Butler (Illustrations by May Wilson Preston), The Cheerful Smugglers, New York, Century Company, 1908 (LCCN 08011086, lire en ligne)
- Alice Woods (Illustrations by May Wilson Preston), Fame-seekers, New York, George H. Doran Company, 1912 (LCCN 12008667, lire en ligne)
- Margaret Cameron (Dramatist) (Illustrations by May Wilson Preston), The Golden Rule Dollivers, Harper & Bros., 1913
- Him (1915). How it Feels to be the Husband of a Suffragette Illustrations by May Wilson Preston. New York : George H. Doran Company. LCCN 15015726.
- Mary Roberts Rinehart (Illustrations by May Wilson Preston), Tish, New York, A. L. Burt, 1916 (LCCN 19011339)
- Mary Roberts Rinehart (Illustrations by May Wilson Preston), Bab, A Sub-Deb, New York, George H. Doran Company, 1917
- Katherine Haviland Taylor (Illustrated by May Wilson Preston), Cecelia of the Pink Roses, New York, George H. Doran Company, 1917 (LCCN 17013951)
- Ring W. Lardner (Illustrated by May Wilson Preston), Gullible's Travels, etc., Indianapolis, The Bobbs-Merrill Company, 1917 (LCCN 17005401, lire en ligne)
- Pelham Grenville Wodehouse (Illustrations by May Wilson Preston), Piccadilly Jim, Grosset & Dunlap, 1917
- Wallace Irwin (Illustrated by May Wilson Preston), Venus in the East, New York, George H. Doran Company, 1918 (LCCN 18022249, lire en ligne)
- Wallace Irwin (Illustrations by May Wilson Preston), The Blooming Angel, New York, George H. Doran, 1919 (LCCN 19011941, lire en ligne)
- Frances Roberta Sterrett (1869-1947) (Illustrated by May Wilson Preston), Jimmie the Sixth, New York; London, D. Appleton and Company, 1919 (LCCN 18020479)
- Ring Wilmer Lardner 1885-1933 (Illustrations by May Wilson Preston and M. L. Blumenthal), The Real Dope, HardPress, juin 2013 (ISBN 978-1-314-39159-6)

### Livres
: document utilisé comme source pour la rédaction de cet article.
- [Bogart 1995] (en) Michele H. Bogart, Artists, Advertising, and the Borders of Art, University of Chicago Press, 1995.
- [Tate 2007] (en) Mary Jo Tate, « Preston, May Wilson », dans Critical Companion to F. Scott Fitzgerald, Infobase Publishing, 2007, 464 p. (ISBN 9781438108452, lire en ligne), p. 360.
- (en) Encyclopædia Britannica (lire en ligne)
- (en) Walt Reed et Society of Illustrators (New York, N.Y.), The illustrator in America, 1860-2000, The Society of Illustrators, 2001 (ISBN 978-0-8230-2523-7, lire en ligne), « May Wilson Preston », p. 190
- (en) Michele H. Bogart et University of Chicago Press, Artists, Advertising and the Borders of Art (lire en ligne)
- (en) Chris Petteys, Dictionary of Women Artists, G K Hill & Co. publishers, 1985

### Catalogues d'exposition
- James M. Preston et May Wilson Preston, Memorial Exhibition, James Preston (1873-1962), May Wilson Preston (1873-1949): May 18-June 9, 1968, Museum Section-Guild Hall, 1968 (lire en ligne)
- City Life Illustrated, 1890-1940: Sloan, Glackens, Luks, Shinn, Their Friends and Followers, Delaware Art Museum, September 7-November 23, 1980, The Museum, 1980, p. 76